# Doberes anticus
Doberes anticus är en fjärilsart som beskrevs av Carl Plötz 1884. Doberes anticus ingår i släktet Doberes och familjen tjockhuvuden. Inga underarter finns listade i Catalogue of Life.